# Erythroxylum coca
Erythroxylum coca, comumente conhecida como Coca (do quíchua kuka), é uma planta da família Erythroxylaceae nativa da Bolívia e do Peru.

## Características
Tem porte arbustivo/arbóreo e pode ficar frondosa, suas flores são amarelo-alvacentas, pequenas e aromáticas, solitárias ou reunidas em cimeiras, os frutos drupáceos oblongos, vermelhos.

## Taxonomia
Erythroxylum coca foi nomeada pelo naturalista francês Jean-Baptiste de Lamarck e publicado em Encyclopédie Méthodique, Botanique 2: 393 em 1786.

### Variedades
- Erythroxylum coca var. coca (Lam., 1786)- Coca Huánuco, coca boliviana
- Erythroxylum coca var. ipadu (Plowman, 1979) - Coca amazônica[2][3][4]

## Componentes
O extrato de coca possui diversos compostos orgânicos e inorgânicos. Há proteínas, vitaminas, carboidratos, gorduras, fibras, cálcio, fósforo e ferro, entre outros oligoelementos.[carece de fontes?]

## Uso como planta
Até hoje as suas folhas são habitualmente mascadas na região dos Andes. Os efeitos do alcaloide (cocaína) podem aplacar a fome e a fadiga.

## Uso como droga
Veja: Cocaína e Dependência da cocaína.

## Toxicidade
Os principais ingredientes ativos são os alcalóides contidos nas folhas em 0,5-1,4%, principalmente a cocaína. 
Erythroxylum coca contém dois grupos de alcalóides: A) Derivados do ácido tropina e tropina carboxílico: tropacocaína, cocaína, cinamilcocaína. Benzoilecgonina e Truxilinas B) Derivados de Pirrolidina: Higrin, Cuskhygrin e Nicotina. 
O consumo diário contínuo pode levar à síndrome amotivacional ou a um transtorno de dependência nas pessoas.

## Refrigerantes
Alguns refrigerantes, como Coca-Cola, utilizavam extrato de folhas do mesmo gênero Erythroxylum, com menores teores de cocaína, e outros imitavam sua composição. Porém, tais refrigerantes passaram a ser produzidos de "noz-de-cola" e não possuem folha de coca em sua formulação.